# Ana Debelić
Ana Debelić (* 9. Januar 1994 in Rijeka) ist eine kroatische Handballspielerin, die dem Kader der kroatischen Nationalmannschaft angehört. In den Jahren 2021 und 2022 wurde sie zu Kroatiens Handballerin des Jahres gewählt.

## Karriere

### Im Verein
Debelić lief anfangs in ihrer Heimatstadt für die Damenmannschaft von ŽRK Zamet auf, für den sie am 19. Januar 2011 im Spiel gegen ŽRK Samobor ihren ersten Treffer in der höchsten kroatischen Spielklasse erzielte. Nachdem die Kreisläuferin in der Spielzeit 2011/12 insgesamt 44 Treffer erzielt hatte, schloss sie sich dem Ligakonkurrenten ŽRK Lokomotiva Zagreb an. Mit Lokomotiva gewann sie 2014 sowohl die kroatische Meisterschaft als auch den kroatischen Pokal. Daraufhin wechselte sie zum Erstligisten ŽRK Zelina.
Debelić kehrte ein Jahr später zum ŽRK Lokomotiva Zagreb zurück. Ab der Saison 2016/17 stand sie beim ŽRK Podravka Koprivnica unter Vertrag. Mit diesem Verein errang sie 2017, 2018 und 2019 die kroatische Meisterschaft sowie 2017 und 2019 den kroatischen Pokal. 2020 wechselte sie zum russischen Erstligisten GK Astrachanotschka. Ab der Saison 2021/22 stand sie beim norwegischen Erstligisten Vipers Kristiansand unter Vertrag. Mit den Vipers gewann sie 2022, 2023 und 2024 die norwegische Meisterschaft sowie 2022 und 2023 die EHF Champions League. Nachdem Debelić ab dem Insolvenzantrag der Vipers im Januar 2025 vereinslos war, schloss sie sich im Folgemonat erneut dem kroatischen Erstligisten ŽRK Podravka Koprivnica an. Mit Podravka Koprivnica gewann sie 2025 die kroatische Meisterschaft und den kroatischen Pokal.

### In der Nationalmannschaft
Ana Debelić nahm bisher mit der kroatischen Nationalmannschaft an der Europameisterschaft 2016, an der Europameisterschaft 2018 und an der Europameisterschaft 2020 teil. Die mit Abstand beste Platzierung war der dritte Platz bei der EM 2020. Debelić erzielte im Turnierverlauf insgesamt 23 Treffer und wurde in das All-Star-Team gewählt. 2022 nahm Debelić erneut an der Europameisterschaft teil, bei der sie 13 Treffer erzielte.